# Big Six (ijshockey)
De Big Six is een term die in de ijshockeysport wordt gebruikt voor de nationale teams van de landen die al tientallen jaren de internationale wedstrijden domineren namelijk  Canada,  Finland,  Rusland (tot 1991  de Sovjet-Unie),  Tsjechië (tot 1993  Tsjecho-Slowakije),  de Verenigde Staten en  Zweden. Alle edities van de  Olympische Spelen vanaf het begin en het wereldkampioenschap (mannen) vanaf 1954 zijn gewonnen door een van die landen met uitzondering van de Olympische Spelen in 1936 dat werd gewonnen door  Groot-Brittannië en het wereldkampioenschap in 2002 dat werd gewonnen door  Slowakije.
De grootste bedreiging voor de Big Six komt tegenwoordig (medio 2017) van  Zwitserland (dat tweede werd in het WK 2013) en  Duitsland, de landen die op de 7e en 8e plaats staan van de IIHF-wereldranglijst per 21 mei 2017.  Slowakije is naast  Zwitserland (met het zilver in 2013) het enige land buiten de Big Six dat vanaf 1954 een WK-medaille heeft gewonnen met goud in 2002, zilver in 2000 en 2012 en brons in 2003 maar is inmiddels afgezakt naar de 11e plaats op de ranglijst.
De landen van de Big Six bestrijden elkaar en twee gastlanden soms ook in de World Cup of Hockey maar die wordt nog niet echt regelmatig gespeeld. De Europese landen van de Big Six (European Big Four) bestrijden elkaar op regelmatigere basis (praktisch jaarlijks) in de Euro Hockey Tour en komen met acht andere Europese landen uit in de Euro Hockey Challenge.